# Taraxip

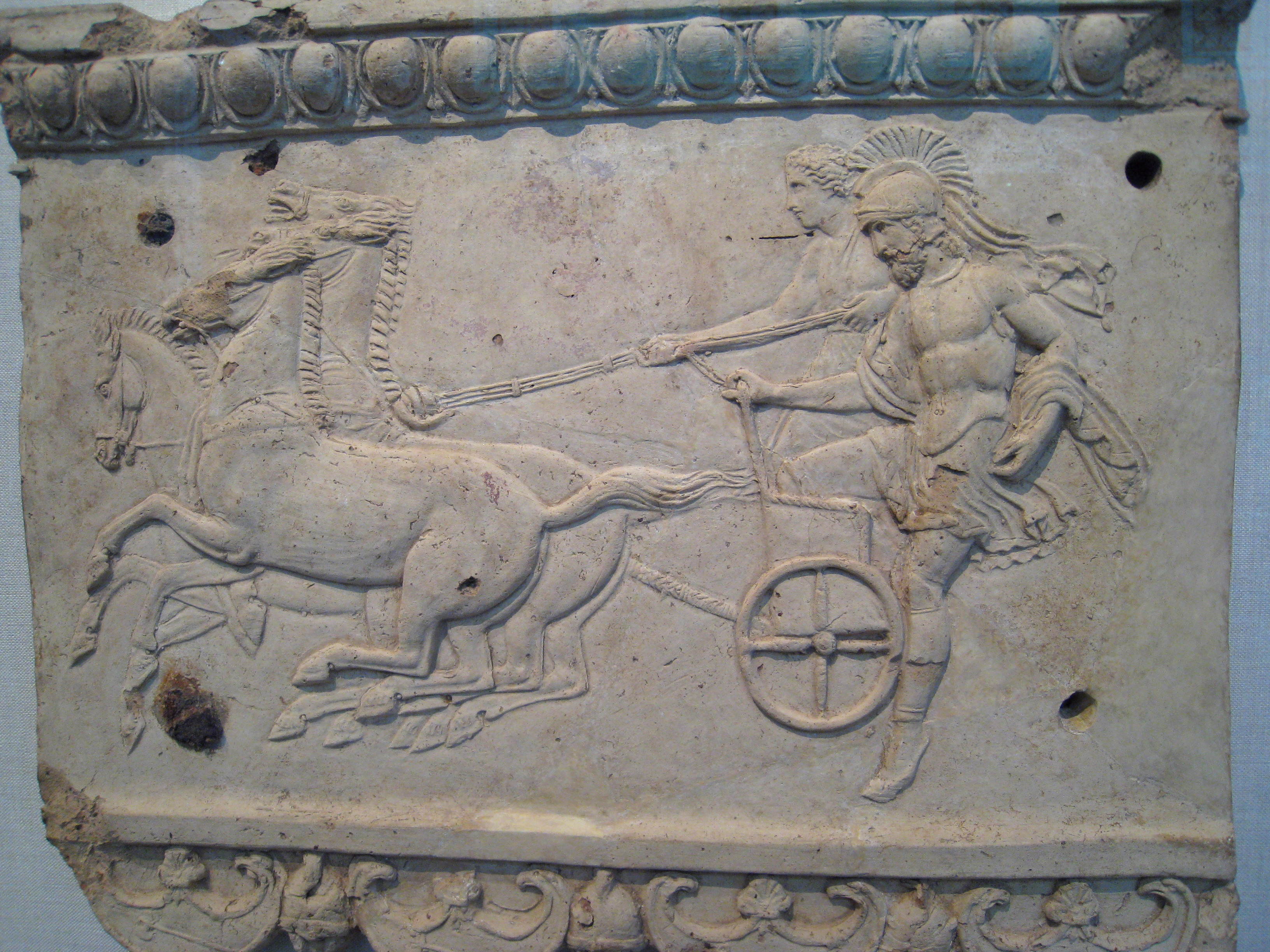
Enòmau

Taraxip (en grec antic: Ταράξιππος, 'el que torba els cavalls') era, segons la mitologia grega, un geni o un dimoni que estava a l'hipòdrom d'Olímpia i espantava els cavalls que prenien part en les curses, vora d'un giravolt on hi havia un altar.
S'expliquen diverses tradicions sobre aquest geni. Es deia que era l'ànima en pena de l'heroi Isquen, sacrificat a Olímpia per posar fi a una carestia, o la d'Oleni, un auriga molt famós, o també la de Dameó, fill de Fliünt, que havia participat en l'expedició d'Hèracles contra Augias i havia mort a mans de Ctèat, al mateix temps que el seu cavall. Tant l'amo com l'animal haurien estat enterrats en aquell lloc. També es deia que el que pertorbava els cavalls era Alcàtous, fill de Portàon, mort a mans d'Enòmau quan intentava aconseguir la mà d'Hipodàmia. Aquest geni es relacionava amb la llegenda d'Enòmau de dues maneres: o bé Pèlops havia enterrat en aquell indret un «encanteri» que li havia facilitat un egipci, destinat a espantar els cavalls d'Enòmau i que li va servir per guanyar la cursa, o bé el mateix Pèlops havia estat sepultat a l'hipòdrom d'Olímpia i així seguia pertorbant les curses, com en el seu temps havia fet amb la del seu futur sogre. Una tradició més recent, deia que en realitat, en aquell lloc hi havia crescut un llorer, i que la seva ombra i el seu brancatge mogut pel vent era suficient per espantar els cavalls.
A l'hipòdrom de Corint hi havia un altre Taraxip. Era l'ànima de l'heroi Glauc, fill de Sísif, que havia mort devorat pels seus cavalls.